# Сивачёв, Николай Васильевич
Никола́й Васи́льевич Сивачёв (26 апреля 1934, Ташкино — 3 марта 1983, Москва) — советский историк-американист, специалист по новой и новейшей истории США, истории трудовых отношений и рабочей политики американского государства. 

## Биография
Окончил сельскую школу, целенаправленно приехал в Москву поступать на исторический факультет МГУ им. М. В. Ломоносова. Окончил МГУ (1956), затем аспирантуру там же (1962). Преподавал на историческом факультете МГУ, заведовал кафедрой новой и новейшей истории (1981—1983); заместитель по учебной, по научной работе декана исторического факультета. Привлекал к преподаванию в МГУ зарубежных преподавателей, в том числе американских; неоднократно совершал командировки в США, был лично знаком с Э. Рузвельт.
Историк И. М. Савельева вспоминает: Сивачёв «был самым self made man из всех self made men, которых я знала. Он все время развивался, и это отражалось даже на его внешности (от облика Василия Шукшина — к облику Вадима Радаева)». Также Савельева называет своего учителя «человеком с хорошими и стойкими американскими связями, что было тогда редкостью в нашем научном сообществе. Он рано защитил докторскую диссертацию, рано опубликовал свои первые книги. Он был ученым американского уровня, то есть писал и работал так, как это делали в Америке. У него была своя концепция (не марксистская!), чего не было в нашем цехе в то время почти ни у кого. Он объяснял рабочую политику государства, особенности формирования трудового права, идеологию трудового права в рамках концепции национального интереса, баланса и дисбаланса политических групп, либерализма и консерватизма в идеологической сфере».

## Научная деятельность
Ученик В. М. Хвостова. Кандидат исторических наук (1962, диссертация «Политическая борьба в США по вопросам „Нового курса“ Ф. Рузвельта в середине 1930-х гг.»), доктор исторических наук (1972, диссертация «Рабочая политика правительства США в годы Второй мировой войны»).

### Избранные труды
- Сивачев Н. В. Политическая борьба в США в середине 30-х годов XX в. — М., 1966.
- Сивачев Н. В., Язьков Е. Ф. Новейшая история США (1917—1972) [учеб. пособие для вузов по спец. «История»]. — М., 1972 (2-е изд. 1980; англ. перевод 1976).
- Сивачев Н. В. Рабочая политика правительства США в годы второй мировой войны. — М., 1974.
- Сивачев Н. В. Правовое регулирование трудовых отношений в США. — М., 1982.
- Сивачев Н. В. США: государство и рабочий класс (от образования Соединенных Штатов Америки до окончания второй мировой войны). — М.: Мысль, 1982.

## Награды
- Государственная премия СССР (1974)
- Ломоносовская премия МГУ (1975)
- орден Трудового Красного Знамени (1980)[1].